# 前坂 (弘前市)
前坂（まえざか）は、青森県弘前市の地名。郵便番号は036-8303。

## 地理
青森県道131号前坂藤崎線、青森県道31号弘前鯵ケ沢線が当地を通り、東から北にかけて高杉、東は三世寺、南から東にかけて独狐、東は富栄に接する。

## 沿革
- 1889年（明治22年） - 高杉村の大字。
- 1891年（明治24年） - 当時の記録では人口256、戸数40、厩16であった。
- 1955年（昭和30年） - 弘前市に編入、弘前市の大字になる。

## 世帯数と人口
2017年（平成29年）6月1日現在の世帯数と人口は以下の通りである。
| 大字             | 世帯数  | 人口  |
| ---------------- | ------- | ----- |
| 前坂（小字全域） | 123世帯 | 333人 |

## 施設

### 商業
- ローソン弘前独狐店
- 梨田養鯉場観賞魚センター
- さとちょう 高杉店
- 梨田商店

### 公共
- 前坂公民館
- ふれあいセンター

## 小・中学校の学区
市立小・中学校に通う場合、学区は以下の通りとなる。
| 大字 | 番地 | 小学校             | 中学校             |
| ---- | ---- | ------------------ | ------------------ |
| 前坂 | 全域 | 弘前市立高杉小学校 | 弘前市立北辰中学校 |

## 交通
- 弘南バス

前坂（弘前バスターミナル - 堂ヶ沢・十腰内線、他）停留所。